# Saint-Martin-des-Prés
Saint-Martin-des-Prés (bretonisch: Sant-Varzhin-Korle) ist eine französische Gemeinde mit 321 Einwohnern (Stand: 1. Januar 2022) im Département Côtes-d’Armor in der Region Bretagne.

## Geographie
Umgeben wird Saint-Martin-des-Prés von den sieben Nachbargemeinden:
| Le Haut-Corlay | La Harmoye                                  | Le Bodéo |
| Corlay         | Kompassrose, die auf Nachbargemeinden zeigt |          |
| Saint-Mayeux   | Saint-Gilles-Vieux-Marché                   | Merléac  |

Etwa drei Kilometer östlich der Gemeinde befindet sich der Stausee Barrage de Bosméléac. 

## Bevölkerungsentwicklung
| 1962 | 1968 | 1975 | 1982 | 1990 | 1999 | 2008 | 2012 | 2020 |
| 684  | 592  | 509  | 416  | 385  | 366  | 352  | 331  | 311  |

## Sehenswürdigkeiten
Siehe: Liste der Monuments historiques in Saint-Martin-des-Prés